# Remoção de dióxido de carbono

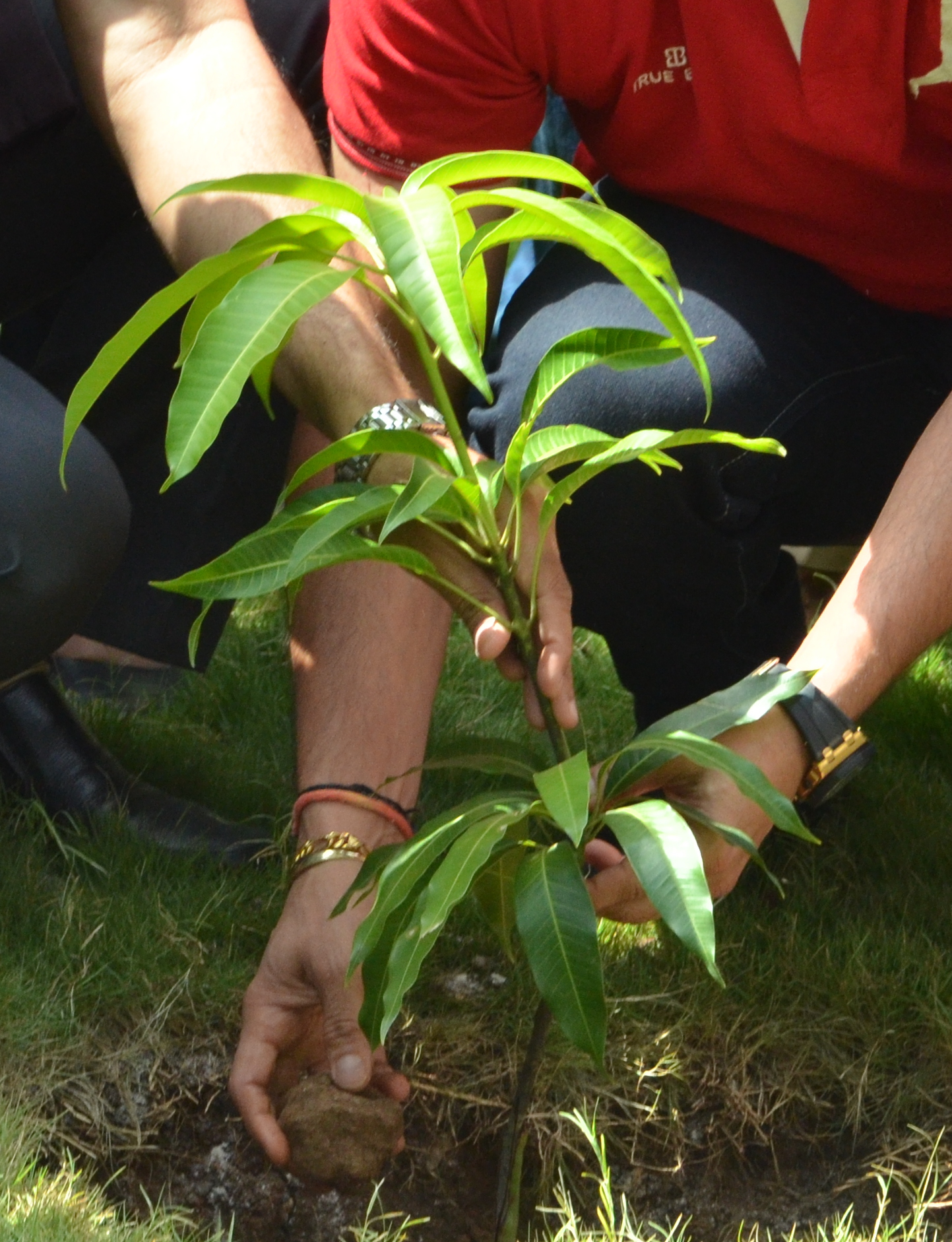
O en é uma forma baseada na natureza de remover o dióxido de carbono da atmosfera, mas o efeito pode ser apenas temporário em alguns casos

A remoção de dióxido de carbono (RDC) é um processo no qual o dióxido de carbono (CO2) é removido da atmosfera por atividades humanas deliberadas e armazenado de forma duradoura em reservatórios geológicos, terrestres ou oceânicos, ou em produtos.:2221 Este processo também é conhecido como remoção de carbono, remoção de gases de efeito estufa ou emissões negativas. A RDC é cada vez mais integrada à política climática [en], como um elemento das estratégias de mitigação da mudança climática. A obtenção de emissões líquidas zero exigirá, antes de tudo, cortes profundos e sustentáveis nas emissões e, depois, além disso, o uso de RDC ("RDC é o que coloca o 'líquido' em emissões líquidas zero"). No futuro, a RDC poderá ser capaz de contrabalançar as emissões que são tecnicamente difíceis de eliminar, como algumas emissões agrícolas e industriais.:114
A RDC inclui métodos implementados em terra ou em sistemas aquáticos. Os métodos baseados em terra incluem florestamento, reflorestamento, práticas agrícolas que sequestram carbono nos solos (agricultura de carbono [en]), bioenergia com captura e armazenamento de carbono (BECCS) e captura direta de ar [en] combinada com armazenamento. Há também métodos de RDC que envolvem os oceanos e outros corpos d'água. Eles são chamados de fertilização oceânica [en], aumento da alcalinidade oceânica [en], restauração de áreas úmidas e abordagens de carbono azul [en]. É necessário realizar uma análise detalhada para avaliar a quantidade de emissões negativas que um determinado processo consegue alcançar. Essa análise inclui a análise do ciclo de vida e o “monitoramento, relatório e verificação” (MRV) de todo o processo. A captura e o armazenamento de carbono (CAC) não são considerados RDC porque não reduzem a quantidade de dióxido de carbono já existente na atmosfera.
A partir de 2023, estima-se que a RDC removerá cerca de 2 gigatoneladas de CO2 por ano. Isso equivale a cerca de 4% dos gases de efeito estufa emitidos por ano pelas atividades humanas. :8 Há potencial para remover e sequestrar até 10 gigatoneladas de dióxido de carbono por ano usando os métodos de RDC que podem ser implantados de forma segura e econômica atualmente. Entretanto, é difícil quantificar a quantidade exata de dióxido de carbono removido da atmosfera por meio da RDC.

## Definição
A remoção de dióxido de carbono (RDC) é definida pelo IPCC como: “Atividades antropogênicas que removem CO2 da atmosfera e o armazenam de forma duradoura em reservatórios geológicos, terrestres ou oceânicos, ou em produtos. Inclui o aprimoramento antropogênico existente e potencial de sumidouros biológicos ou geoquímicos e a captura e o armazenamento diretos do ar, mas exclui a absorção natural de CO2 não causada diretamente por atividades humanas.”:2221
Os sinônimos de CDR incluem remoção de gases de efeito estufa (RGEE), tecnologia de emissões negativas e remoção de carbono. Foram propostas tecnologias para a remoção de gases de efeito estufa que não sejam CO2, como o metano, da atmosfera, mas apenas o dióxido de carbono é atualmente viável para remoção em larga escala. Portanto, na maioria dos contextos, a remoção de gases de efeito estufa significa remoção de dióxido de carbono.
O termo geoengenharia (ou engenharia climática) às vezes é usado na literatura científica tanto para RDC quanto para GRS (gerenciamento de radiação solar [en]), se as técnicas forem usadas em escala global.:6–11  Os termos geoengenharia ou engenharia climática não são mais usados nos relatórios do IPCC.

## Categorias
Os métodos de RDC podem ser classificados em diferentes categorias, com base em diferentes critérios::114
- Papel no ciclo de carbono (biológico terrestre; biológico oceânico; geoquímico; químico); ou
- Escala de tempo de armazenamento (décadas a séculos; séculos a milênios; mil anos ou mais).

### Conceitos que usam terminologia semelhante
A RDC pode ser confundida com a captura e o armazenamento de carbono (CAC), um processo no qual o dióxido de carbono é coletado de fontes pontuais, como usinas elétricas a gás [en], cujas chaminés emitem CO2 em um fluxo concentrado. O CO2 é então comprimido e sequestrado ou utilizado. Quando usado para sequestrar o carbono de uma usina elétrica a gás, a CAC reduz as emissões do uso contínuo da fonte pontual, mas não reduz a quantidade de dióxido de carbono já existente na atmosfera.

## Papel na mitigação das mudanças climáticas
O uso da RDC reduz a taxa geral na qual os seres humanos estão adicionando dióxido de carbono à atmosfera.:114 A temperatura da superfície da Terra só se estabilizará depois que as emissões globais forem reduzidas ao zero líquido, o que exigirá esforços agressivos para reduzir as emissões e a implementação de RDC.:114 Não é viável zerar as emissões líquidas sem a RDC, pois certos tipos de emissões são tecnicamente difíceis de eliminar.:1261 As emissões que são difíceis de eliminar incluem as emissões de óxido nitroso da agricultura,:114 as emissões da aviação:3 e algumas emissões industriais.:114  Nas estratégias de mitigação da mudança climática, o uso de RDC pode contrabalancear estas emissões.:114
Depois que as emissões líquidas zero forem alcançadas, a RDC poderá ser usada para reduzir as concentrações atmosféricas de CO2, o que poderia reverter parcialmente o aquecimento que já ocorreu até essa data. Todos os caminhos de emissão que limitam o aquecimento global a 1,5 °C ou 2 °C até o ano 2100 pressupõem o uso de RDC em combinação com reduções de emissão.

### Críticas e riscos
Os críticos apontam que a RDC não deve ser considerada como um substituto para os cortes necessários nas emissões de gases de efeito estufa. O oceanógrafo David Ho formulou a questão da seguinte forma em 2023: "Devemos parar de falar sobre a implantação da RDC como uma solução hoje, quando as emissões continuam altas - como se ela de alguma forma substituísse os cortes radicais e imediatos nas emissões".
A dependência da implantação de RDC em larga escala foi considerada em 2018 como um “grande risco” para atingir a meta de menos de 1,5 °C de aquecimento, dadas as incertezas quanto à velocidade com que a RDC poderia ser implantada em larga escala. As estratégias para mitigar as mudanças climáticas que dependem menos de RDC e mais do uso sustentável de energia apresentam menos riscos.
A possibilidade de implantação futura de RDC em larga escala foi descrita como um risco moral, pois poderia levar a uma redução nos esforços de curto prazo para mitigar as mudanças climáticas.:124 No entanto, o relatório de 2019 da NASEM conclui: “Qualquer argumento para atrasar os esforços de mitigação porque as tecnologias de emissões negativas fornecerão um apoio deturpa drasticamente suas capacidades atuais e o ritmo provável do progresso da pesquisa.”
O objetivo da RDC é complementar os esforços em setores difíceis de serem atenuados, e não substituir a mitigação. Limitar as mudanças climáticas a 1,5°C e alcançar emissões líquidas zero implicaria uma remoção substancial de dióxido de carbono (RDC) da atmosfera até a metade do século, mas não está claro quanto RDC é necessário nacionalmente ao longo do tempo. As alocações equitativas de RDC, em muitos casos, excedem as capacidades implícitas de armazenamento de terra e carbono. Muitos países não têm terras suficientes para contribuir com uma parcela equitativa da RDC global ou têm capacidade de armazenamento geológico insuficiente.
Os especialistas também destacam os limites sociais e ecológicos para a remoção de dióxido de carbono, como a área de terra necessária. Por exemplo, os requisitos combinados de terra dos planos de remoção, segundo as contribuições globais determinadas nacionalmente em 2023, totalizaram 1,2 bilhão de hectares, o que equivale ao tamanho combinado das terras agrícolas globais.

### Permanência
As florestas, os leitos de algas e outras formas de vida vegetal absorvem o dióxido de carbono do ar à medida que crescem e o transformam em biomassa. Entretanto, essas reservas biológicas são consideradas sumidouros de carbono voláteis, pois o sequestro de longo prazo não é garantido. Por exemplo, eventos naturais, como incêndios florestais ou doenças, pressões econômicas e mudanças nas prioridades políticas podem fazer com que o carbono sequestrado seja liberado novamente na atmosfera.
A biomassa, como as árvores, pode ser armazenada diretamente na subsuperfície da Terra. Além disso, o dióxido de carbono removido da atmosfera pode ser armazenado na crosta terrestre por meio de injeção na subsuperfície ou na forma de sais de carbonato insolúveis. Isso ocorre porque o carbono é removido da atmosfera e sequestrando-o indefinidamente e, presumivelmente, por um período considerável (milhares a milhões de anos).

### Escala atual e potencial
A partir de 2023, estima-se que a RDC removerá cerca de 2 gigatoneladas de CO2 por ano, quase inteiramente por meio de métodos de baixa tecnologia, como o reflorestamento e a criação de novas florestas. Isso equivale a 4% dos gases de efeito estufa emitidos por ano pelas atividades humanas. :8  Um relatório de estudo de consenso de 2019 da NASEM avaliou o potencial de todas as formas de RDC, além da fertilização oceânica [en], que poderiam ser implantadas de forma segura e econômica usando as tecnologias atuais, e estimou que elas poderiam remover até 10 gigatoneladas de CO2 por ano se fossem totalmente implementadas em todo o mundo. Em 2018, todos os caminhos de mitigação analisados que evitariam mais de 1,5 °C de aquecimento incluíam medidas de RDC.
Embora alguns caminhos de mitigação proponham alcançar taxas mais elevadas de RDC através da implementação em larga escala de uma única tecnologia, esses caminhos pressupõem a conversão de centenas de milhões de hectares de terras agrícolas para o cultivo de biocombustíveis. Estudos adicionais nas áreas de captura direta de ar [en], sequestro geológico de dióxido de carbono e mineralização de carbono [en] podem gerar avanços tecnológicos que tornem taxas mais elevadas de RDC economicamente viáveis.

## Métodos

### Listagem geral com base no nível de disponibilidade da tecnologia
A seguir, apresentamos uma lista de métodos de RDC conhecidos, ordenados por nível de maturidade tecnológica [en] (NML). Os que estão na parte superior têm um NML alto, de 8 a 9 (9 é o valor máximo possível, o que significa que a tecnologia está comprovada), ao passo que os que estão na parte inferior têm um NML baixo, de 1 a 2, o que significa que a tecnologia não está comprovada ou é validada apenas em ambiente laboratorial.:115
1. Florestamento/reflorestamento
2. Sequestro de carbono no solo em plantações e campos
3. Restauração de turfeiras e áreas úmidas costeiras
4. Agrossilvicultura, manejo florestal aprimorado
5. Remoção de carbono [en] com biochar (RCB)
6. Captura direta e armazenamento de carbono do ar [en]
7. Bioenergia com captura e armazenamento de carbono
8. Intemperismo aprimorado [en] (aumento da alcalinidade)
9. Manejo de carbono azul [en] em zonas úmidas costeiras (restauração de ecossistemas costeiros com vegetação; um método de RDC biológico baseado no oceano que abrange manguezais, pântanos salgados e leitos de ervas marinhas [en])
10. Fertilização oceânica [en], aumento da alcalinidade oceânica que amplia o ciclo de carbono oceânico [en]

Os métodos de RDC com maior potencial para contribuir com os esforços de mitigação da mudança climática, conforme os caminhos ilustrativos de mitigação, são os métodos de RDC biológicos baseados na terra, principalmente florestamento/reflorestamento e bioenergia com captura e armazenamento de carbono. Alguns dos caminhos também incluem a captura e o armazenamento diretos de ar.:114

### Florestamento, reflorestamento e manejo florestal
As árvores usam a fotossíntese para absorver o dióxido de carbono e armazenar o carbono na madeira e no solo. O florestamento é o estabelecimento de uma floresta em uma área onde antes não havia floresta. :1794 O reflorestamento é o restabelecimento de uma floresta que foi previamente desmatada.:1812  As florestas são vitais para as sociedades humanas, os animais e as espécies vegetais. Isto se deve ao fato de que as árvores mantêm o ar limpo, regulam o clima local e fornecem um habitat para várias espécies.
À medida que as árvores crescem, elas absorvem o CO2 da atmosfera e o armazenam na biomassa viva, na matéria orgânica morta e nos solos [en]. O florestamento e o reflorestamento, às vezes chamados coletivamente de “florestamento”, facilitam esse processo de remoção de carbono ao estabelecer ou restabelecer áreas florestais. As florestas levam aproximadamente 10 anos para atingir a taxa máxima de sequestro.:26–28
Dependendo da espécie, as árvores atingirão a maturidade após cerca de 20 a 100 anos, após os quais armazenam carbono, mas não o removem ativamente da atmosfera. :26–28 O carbono pode ser armazenado nas florestas indefinidamente, mas o armazenamento também pode ter vida muito mais curta, pois as árvores são vulneráveis a cortes, queimadas ou à morte por doenças ou secas.:26–28  Uma vez maduros, os produtos florestais podem ser colhidos e a biomassa armazenada em produtos de madeira de longa duração ou usada para bioenergia ou biochar. A consequente rebrota da floresta permite a continuação da remoção de CO2.:26–28
Os riscos para a introdução de novas florestas incluem a disponibilidade de terras, a concorrência com outros usos da terra e o tempo comparativamente longo entre o plantio e a maturidade.:26–28

### Práticas agrícolas (agricultura de carbono)
A agricultura de carbono [en] é um conjunto de métodos agrícolas que visa armazenar carbono no solo, nas raízes das culturas, na madeira e nas folhas. O objetivo geral da agricultura de carbono é criar uma perda líquida de carbono da atmosfera. Isso é feito aumentando a taxa na qual o carbono é sequestrado no solo e no material vegetal. Uma opção é aumentar o conteúdo de matéria orgânica do solo [en]. Isso também pode ajudar no crescimento das plantas, melhorar a capacidade de retenção de água do solo [en] e reduzir o uso de fertilizantes. O manejo florestal sustentável é outra ferramenta usada na agricultura de carbono.
Os métodos agrícolas para a agricultura de carbono incluem o ajuste da forma como a lavoura e o pastoreio do gado são feitos, o uso de cobertura vegetal orgânica ou composto, o trabalho com biochar e terra preta e a alteração dos tipos de cultura. Os métodos usados na silvicultura incluem, por exemplo, reflorestamento e cultivo de bambu [en]. A agricultura de carbono tem seus desafios e desvantagens. Isso ocorre porque alguns de seus métodos podem afetar os serviços do ecossistema. Por exemplo, a agricultura de carbono pode causar um aumento do desmatamento, das monoculturas e da perda de biodiversidade.

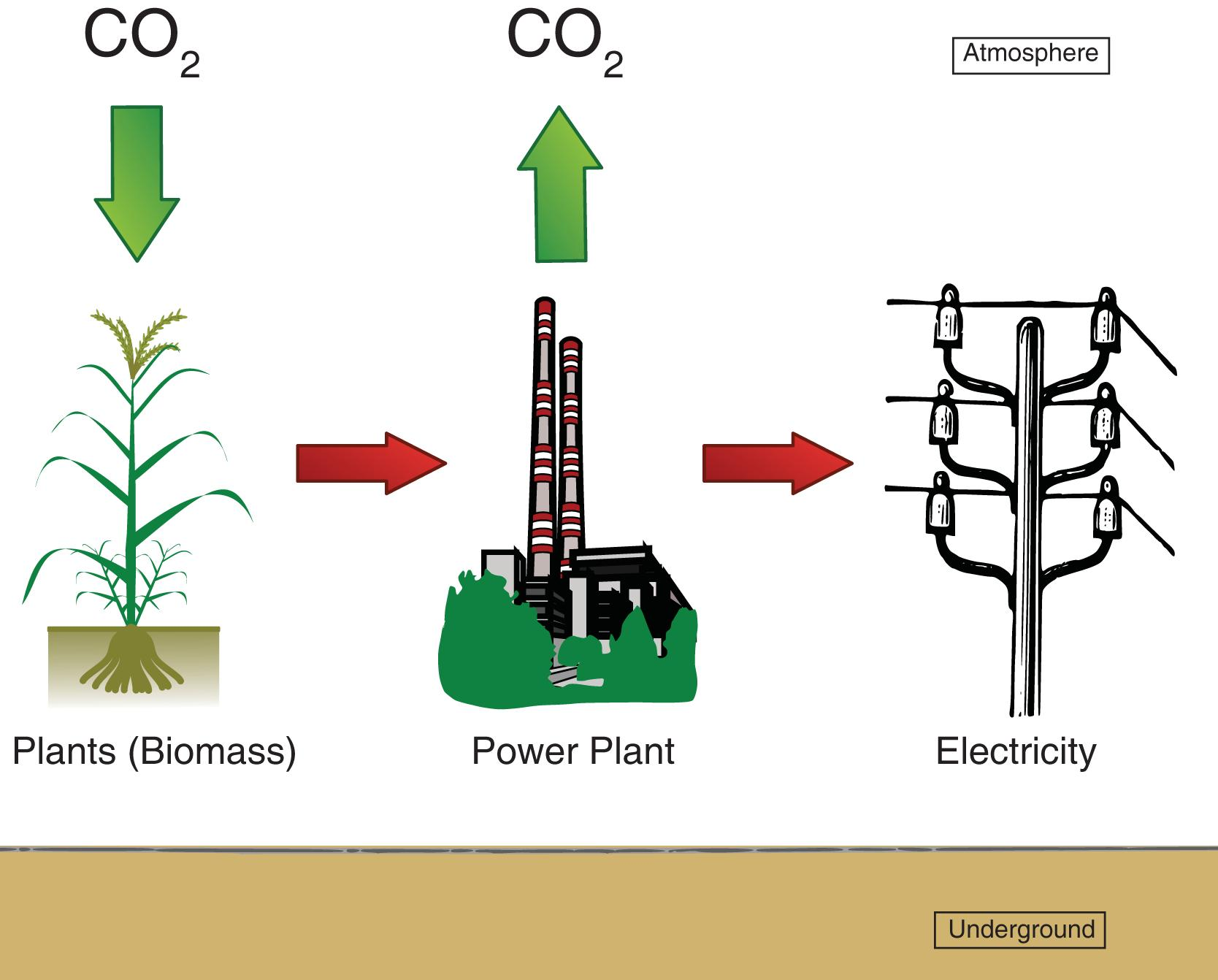
Exemplo de BECCS: Diagrama de usina de bioenergia com captura e armazenamento de carbono.

### Remoção de carbono combiochar
O biochar é criado pela pirólise da biomassa e está sendo investigado como um método de sequestro de carbono. O biochar é um carvão vegetal usado para fins agrícolas que também ajuda no sequestro de carbono, a captura ou retenção de carbono. Ele é criado por meio de um processo chamado pirólise, que é basicamente o ato de aquecer a biomassa em alta temperatura em um ambiente com baixos níveis de oxigênio. O que resta é um material conhecido como char, semelhante ao carvão vegetal, mas feito por meio de um processo sustentável, por isso o uso da biomassa. A biomassa é a matéria orgânica produzida por organismos vivos ou por organismos vivos recentes, mais comumente plantas ou materiais à base de plantas. Um estudo realizado pelo Centro de Pesquisa de Biochar do Reino Unido afirmou que, em um nível conservador, o biochar pode armazenar 1 gigatonelada de carbono por ano. Com maior esforço de marketing e aceitação do biochar, o benefício da remoção de carbono do biochar poderia ser o armazenamento de 5 a 9 gigatoneladas por ano nos solos. No entanto, no momento, o biochar é limitado pela capacidade de armazenamento de carbono terrestre, quando o sistema atinge o estado de equilíbrio, e exige regulamentação devido a ameaças de vazamento.

A Agência Internacional de Energia relatou um crescimento na capacidade operacional global de captura direta de ar.

### Captura direta de ar com sequestro de carbono (CSDCA)
A captura direta do ar [en] (CDA) é o uso de processos químicos ou físicos para extrair o dióxido de carbono diretamente do ar ambiente. Se o CO2 extraído for então sequestrado em um armazenamento seguro de longo prazo, chamado de captura e sequestro direto de carbono no ar (CSDCA), o processo geral alcançará a remoção de dióxido de carbono e será uma “tecnologia de emissões negativas”.

### Remoção de dióxido de carbono marinho (RDCm)
Há vários métodos de sequestro de carbono do oceano, onde o carbonato dissolvido na forma de ácido carbônico está em equilíbrio com o dióxido de carbono atmosférico. Isso inclui a fertilização do oceano [en], a introdução intencional de nutrientes vegetais no oceano superior. Embora seja uma das abordagens de remoção de dióxido de carbono mais bem pesquisadas, a fertilização oceânica só sequestraria carbono em uma escala de tempo de 10 a 100 anos. Embora a acidez do oceano superficial possa diminuir como resultado da fertilização com nutrientes, a matéria orgânica afundada se remineralizará, aumentando a acidez do oceano profundo. Um relatório de 2021 sobre RDC indica que há uma confiança média-alta de que a técnica poderia ser eficiente e escalável  a baixo custo, com riscos ambientais médios. Estima-se que a fertilização oceânica seja capaz de sequestrar de 0,1 a 1 gigatonelada de dióxido de carbono por ano a um custo de 8 a 80 dólares por tonelada.

Sequestro de CO_{2} nos oceanos

O aumento da alcalinidade oceânica envolve a moagem, a dispersão e a dissolução de minerais como olivina, calcário, silicatos ou hidróxido de cálcio para precipitar o carbonato sequestrado como depósitos no fundo do oceano. O potencial de remoção do aumento da alcalinidade é incerto e estimado entre 0,1 e 1 gigatonelada de dióxido de carbono por ano a um custo de 100 a 150 dólares por tonelada.
Técnicas eletroquímicas, como a eletrodiálise [en], podem remover o carbonato da água do mar usando eletricidade. Embora se estime que essas técnicas usadas isoladamente sejam capazes de remover de 0,1 a 1 gigatonelada de dióxido de carbono por ano a um custo de 150 a 2 500 dólares por tonelada, esses métodos são muito mais baratos quando executados em conjunto com o processamento da água do mar, como a dessalinização, em que o sal e o carbonato são removidos simultaneamente. Estimativas preliminares sugerem que o custo dessa remoção de carbono pode ser pago em grande parte, se não totalmente, com a venda da água dessalinizada produzida como subproduto.

## Custos e aspectos econômicos
O custo do RDC difere substancialmente dependendo da maturidade da tecnologia empregada, bem como da economia [en] dos mercados voluntários de remoção de carbono e do resultado da produção física; por exemplo, a pirólise da biomassa produz biochar que tem várias aplicações comerciais, incluindo a regeneração do solo e o tratamento de águas residuais. Em 2021, a CDA custou de 250 a 600 dólares por tonelada, em comparação com 100 dólares para o biochar e menos de US$ 50 para soluções baseadas na natureza, como reflorestamento e florestamento. O fato de o biochar ter um preço mais alto no mercado de remoção de carbono do que as soluções baseadas na natureza reflete o fato de ser um sumidouro mais durável, com o carbono sendo sequestrado por centenas ou até milhares de anos, enquanto as soluções baseadas na natureza representam uma forma mais volátil de armazenamento, com riscos relacionados a incêndios florestais, pragas, pressões econômicas e mudanças nas prioridades políticas. Os Princípios de Oxford para a compensação de carbono alinhada ao net zero afirmam que, para serem compatíveis com o Acordo de Paris, as “... as organizações devem se comprometer a aumentar gradualmente a porcentagem de compensações de remoção de carbono que adquirem com o objetivo de obter exclusivamente remoções de carbono até meados do século”. Essas iniciativas, juntamente com o desenvolvimento de novos padrões do setor para a remoção de carbono projetada, como o Puro Standard, ajudarão a apoiar o crescimento do mercado de remoção de carbono.
Embora a RDC não seja coberta pelo Abono da UE [en] a partir de 2021, a Comissão Europeia está se preparando para a certificação de remoção de carbono e considerando contratos por diferença de carbono. No futuro, a RDC também poderá ser adicionado ao Esquema de Comércio de Emissões do Reino Unido [en]. No final de 2021, os preços do carbono para ambos os esquemas de cap-and-trade atualmente baseados em reduções de carbono, em oposição às remoções de carbono, permaneceram abaixo de 100 dólares. Após a difusão das metas líquidas zero, a RDC desempenha um papel mais importante nas principais economias emergentes (por exemplo, Brasil, China e Índia).
Até o início de 2023, o financiamento ficou aquém dos valores necessários para que os métodos de RDC de alta tecnologia contribuam significativamente para a mitigação das mudanças climáticas, embora os fundos disponíveis tenham aumentado substancialmente mais recentemente. A maior parte deste aumento foi proveniente de iniciativas voluntárias do setor privado. Por exemplo, uma aliança do setor privado liderada pela Stripe com membros proeminentes, incluindo Meta, Google e Shopify, que em abril de 2022 revelou um fundo de quase US$ 1 bilhão para recompensar empresas capazes de capturar e armazenar carbono permanentemente. De acordo com Nan Ransohoff, funcionária sênior da Stripe, o fundo era “cerca de 30 vezes o mercado de remoção de carbono que existia em 2021. Mas ainda é 1.000 vezes menor do que o mercado que precisamos até 2050”. A predominância do financiamento do setor privado gerou preocupações, pois, historicamente, os mercados voluntários têm se mostrado “ordens de magnitude” menores do que aqueles criados por políticas governamentais. Entretanto, a partir de 2023, vários governos aumentaram seu apoio à RDC. Entre eles estão a Suécia, a Suíça e os EUA. As atividades recentes do governo dos EUA incluem a Notificação de Intenção de junho de 2022 para financiar o programa de RDC de US$ 3,5 bilhões da Lei de Infraestrutura Bipartidária [en] e a assinatura da Lei de Redução da Inflação [en] de 2022, que contém o imposto 45Q para melhorar o mercado de RDC.

## Remoção de outros gases de efeito estufa
Embora alguns pesquisadores tenham sugerido métodos para remover o metano, outros dizem que o óxido nitroso seria um objeto de pesquisa melhor devido à sua vida útil mais longa na atmosfera.